# Peter Velhorn
Peter Velhorn (* 24. November 1932 in München; † 20. Juli 2016 ebenda) war ein deutscher Fußballspieler und -trainer.

## Spielerkarriere
Aus der Jugend des MTV München von 1879 hervorgegangen, gelangte Velhorn 1950 zum FC Bayern München, für dessen zweite Mannschaft er bis 1952 spielte. Von 1952 bis 1958 gehörte dem Kader der ersten Mannschaft an, mit der er – abgesehen von der Saison 1955/56, als man das einzige Mal zweitklassig spielte – in der Oberliga Süd spielte. Sein Debüt gab er am 30. November 1952 (13. Spieltag) beim 2:1-Sieg gegen die Stuttgarter Kickers im Stadion an der Grünwalder Straße; sein erstes Tor in der seinerzeit höchsten deutschen Spielklasse erzielte er am 14. Dezember 1952 (15. Spieltag) beim 3:0-Sieg im Heimspiel gegen den BC Augsburg mit dem Treffer zum 1:0 in der 27. Minute.
Zur Saison 1958/59 wechselte er in die Oberliga West zu Rot-Weiss Essen und spielte in seiner ersten Saison an der Seite von Helmut Rahn, dem Weltmeister von 1954. Nach einer weiteren Spielzeit für RW Essen wechselte er 1960 zum Zweitligisten KSV Hessen Kassel, für den er 1962 mit 17 Toren in 32 Spielen zum Aufstieg in die Oberliga Süd beitrug.
Zum Abschluss seiner aktiven Fußballerkarriere wechselte er nach Österreich zum Regionalligisten SK Austria Klagenfurt, für den er zwei Spielzeiten aktiv war und in seiner letzten Saison zum Aufstieg in die Nationalliga, die höchste Spielklasse Österreichs, beitrug.

## Erfolge
- DFB-Pokal-Sieger 1957 (mit dem FC Bayern München)
- Meister der Regionalliga Mitte 1965 (mit dem SK Austria Klagenfurt)

## Trainerkarriere
Seine erste Trainertätigkeit übte er ab 1965 beim SK Austria Klagenfurt aus. Bis 1980 betreute er acht weitere Vereine in Deutschland und Österreich.

## Sonstiges
Nach seiner Trainertätigkeit betrieb Velhorn bis 1995 eine Tennisanlage in München.